# Кубок Азербайджану з футболу 1998—1999
Кубок Азербайджану з футболу 1998–1999 — 8-й розіграш кубкового футбольного турніру в Азербайджані. Переможцем втретє став Нефтчі (Баку).

## 1/8 фіналу
| Команда 1       | Заг.    | Команда 2         | 1-й матч | 2-й матч |
| --------------- | ------- | ----------------- | -------- | -------- |
| Динамо (Баку)   | 8:1     | Шахдаг (Ґусар)    | 5:1      | 3:0      |
| Баку Фехлесі    | 1:2     | Шамкір            | 1:0      | 0:2      |
| Гумадасі (2)    | 1:3     | Кяпаз             | 1:3      | -:-      |
| Нефтгаз (Баку)  | 4:8     | Бакили            | 2:4      | 2:4      |
| Карабах (Агдам) | 0:2     | Нефтчі (Баку)     | 0:0      | 0:2      |
| СК ВВС (2)      | 2:4     | Вілаш Масали      | 1:2      | 1:2      |
| Туран           | 3:1     | ОІК (Баку)        | 2:1      | 1:0      |
| Шафа            | 1:1 (ч) | Ким'ячи (Сумгаїт) | 0:0      | 1:1      |

## Чвертьфінали
| Команда 1     | Заг. | Команда 2     | 1-й матч | 2-й матч |
| ------------- | ---- | ------------- | -------- | -------- |
| Динамо (Баку) | 4:1  | Шафа          | 4:0      | 0:1      |
| Шамкір        | 3:2  | Кяпаз         | 1:2      | 2:0      |
| Бакили        | 0:4  | Нефтчі (Баку) | -:-      | 0:4      |
| Туран         | 4:3  | Вілаш Масали  | 1:2      | 3:1      |

## Півфінали
Перші матчі відбулися 9 травня, а матчі-відповіді 19 травня 1999 року.
| Команда 1     | Заг. | Команда 2 | 1-й матч | 2-й матч |
| ------------- | ---- | --------- | -------- | -------- |
| Динамо (Баку) | 1:2  | Шамкір    | 1:1      | 0:1      |
| Нефтчі (Баку) | 3:1  | Туран     | 3:0      | 0:1      |

## Фінал
| 28 травня 1999 |

| Нефтчі (Баку) | 0:0 дч пен. 5:4 | Шамкір |
| ------------- | --------------- | ------ |
|               | Протокол        |        |

| Республіканський стадіон імені Тофіка Бахрамова, Баку Глядачів: 8 000 Арбітр: Х.Мамедов |